# 13390 Bouška
(13390) Bouška, denumire internațională (13390) Bouska, este un asteroid din centura principală de asteroizi.

## Descriere
13390 Bouška este un asteroid din centura principală de asteroizi. A fost descoperit pe 18 martie 1999 la Observatorul din Ondřejov de Marek Wolf și Petr Pravec. Asteroidul prezintă o orbită caracterizată de o semiaxă mare de 2,58 ua, o excentricitate de 0,18 și o înclinație de 13,3° în raport cu ecliptica.